# Glandora moroccana
Glandora moroccana là loài thực vật có hoa trong họ Mồ hôi. Loài này được (I.M.Johnst.) D.C.Thomas mô tả khoa học đầu tiên năm 2008.